# Fritz Krüger
Fritz Otto Krüger, est né le 7 décembre 1889 à Spremberg en Lusace, et mort le 17 août 1974, à Mendoza en Argentine. Krüger est un romaniste, philologue et ethnographe allemand du début du XXe siècle, chef de file de l'école Hambourgeoise des mots et des choses. Ses travaux méconnus en France, sont reconnus à l'international et considérés comme une référence sur la péninsule ibérique.

## Cursus
Krüger a commencé ses études secondaires dans sa ville natale et les a terminées dans le village voisin de Zittau.
Durant l'été 1908, il étudie la philologie romane à Tübingen avec le professeur Voretzsch, spécialiste du français et de l'occitan. Durant l’hiver 1908-1909, Krüger suit, à l'université de Halle, les cours des professeurs Suchier et Schädel, spécialiste du catalan formé par Voretzsch. C'est Voretzsch, phonéticien, qui l'initie à la dialectologie romane et plus spécifiquement à l'étude de la péninsule ibérique. Krüger côtoie les linguistes catalans Pere Barnils, Antoni Griera et Manuel de Montoliu qui l'initient à leur domaine d'étude.
De février à juillet 1910, Krüger s'installe à l'université de Montpellier où il suit les cours de français de Maurice Grammont et les cours de catalan et d'espagnol de Jean Amade. Sur proposition de Schädel, Krüger - à l'ouest - et Karl Salow - à l'est - soutiennent une thèse de géographie linguistique, basée sur des enquêtes de terrain menées dans 161 localités et visant à préciser la frontière géographique entre le catalan et le languedocien, depuis Salses jusqu'à Andorre. Les deux auteurs publient ensemble les cartes qui synthétisent leurs travaux, à la fin de l'ouvrage de Salow.
De retour en Allemagne, Krüger soutient sa thèse de doctorat en juin 1911 à l'université de Gießen, sous la direction du professeur Dietrich Behrens, avec son atlas linguistique de 481 cartes réalisées dans 101 villages : « Sprachgeographische Untersuchungen im Languedoc und Roussillon » (« Recherche en géographie linguistique dans le Languedoc et le Roussillon »). Il obtient la mention « très honorable » et devient l'assistant scientifique de Schädel.
Au cours de l'été 1911, Krüger prend ses nouvelles fonctions en qualité de dialectologue et géolinguiste au Séminaire pour les langues et la culture romanes de l'Institut colonial de Hambourg, nouvellement fondé et qui deviendra l’université de la ville. Il y fait la connaissance de Max-Léopold Wagner. En 1912, il obtient une bourse pour étudier en Espagne. Il se rend quelque temps à Madrid où il travaille avec le phonéticien Tomás Navarro Tomás avant de parcourir l'Estrémadure et les régions occidentales de León, rassemblant des matériaux pour sa thèse qu'il publie en 1913 : « Studien zur Lautgeschichte westspanischer Mundarten » (…). Krüger est mobilisé en 1915. Un an plus tard, blessé, il est évacué du champ de bataille. En 1919, il passe un examen d'État qui lui permet d'enseigner au niveau secondaire, puis soutient une thèse sur les dialectes d'Estrémadure et du León qui lui ouvre l'accès à l'enseignement universitaire. Il travaille comme tuteur privé ou professeur suppléant à l'université de Hambourg récemment instituée.
C'est à Hambourg, que Krüger se lie d'amitié avec le romaniste spécialiste du Sarde, Max Leopold Wagner, qui publie en 1921 « Das ländliche Leben Sardiniens im Spiegel der Sprache » (« La vie rurale en Sardaigne telle qu'elle se reflète dans la langue »). Cet ouvrage influence profondément Krüger. Wagner et lui sont des dialectologues de terrain, mais Wagner amène Krüger à s’intéresser aux régions difficiles d'accès, réputées refléter des états de langue anciens, pour y étudier les relations entre les mots et leur environnement culturel : la méthode des mots et des choses (« Wórter und Sachen ») fondée par Hugo Schuchardt et Rudolf Meringer au début du siècle.
Cette inflexion se manifeste dès 1925 dans « Die Gegenstandskultur Sanabrias und seiner Nachbargebiete » (« La culture de l'objet en Sanabre et dans les régions voisines »), ouvrage sous-titré « Contribution à l'ethnographie espagnole et portugaise ». Mais c'est dans son œuvre majeure relative aux Hautes-Pyrénées « Die Hochpyrenäen » (« Les Hautes Pyrénées ») que Krüger déploie le plus significativement cette orientation méthodologique.
La méthode consiste à présenter la géographie du territoire étudié, décrire en détail la culture matérielle, les objets voire les pièces qui les composent, le lexique et bien entendu la phonétique, discipline de ses premiers maîtres : Schädel et Voretzsch. Les publications de Krüger comprennent de nombreuses gravures et photographies, comme en écho à l’appel lancé aux dialectologues par Hugo Schuchardt en faveur d'un atlas illustré (« Bilderatlas ») voire d'un musée de ces illustrations « autochtones ». Krüger accorde en revanche peu d'importance aux documents d'archives, à la culture spirituelle, aux coutumes et croyances, à la magie ou à la littérature populaire. 
En 1923, Krüger est nommé à la chaire de linguistique du séminaire des langues et de la culture romanes de l'université de Hambourg (Seminar für romanische Sprachen und Kultur an der Hamburgischen Universität), d'abord comme maître de conférences, puis en 1928 comme professeur titulaire, avec Walter Küchler, venu de Vienne au décès prématuré de Schädel pour lui succéder afin de représenter la littérature de langue française dans l’enseignement et la recherche. Ensemble, ils fondent en 1928 la revue « Volkstum und Kultur der Romanen » (Folklore et culture des peuples romans), dont le seizième et dernier volume parait en 1944. Cette revue compte en outre trente-sept annexes regroupées sous le titre de « Hamburger Studien zu Volkstum und Kultur der Romanen » (« Etudes hambourgeoises du folklore et de la culture des peuples romans ») de 1928 à 1945. L'union des étudiants nationaux-socialistes, devenue la représentation étudiante la plus influente de l'université hanséatique, a mené une campagne de dénigrement de Küchler, via des tracts, par l'organisation de mouvements de perturbation des cours et par la diffusion d'une lettre de sept pages affirmant que Küchler « ne saurait plus être toléré sous le nouveau Reich, ni sur le plan politique, ni sur le plan académique, ni sur le plan humain ». Küchler sera mis en retraite par les nazis le 31 décembre 1933 à l'âge de 56 ans. Il sera réintégré dans ses fonctions 13 ans plus tard et aussitôt retraité, cette fois par l'effet de l'âge. Krüger n'a pas fait partie des très rares soutiens de Küchler à l'époque.
De 1928 à 1945, Krüger a dirigé cinquante-huit thèses doctorales associant ethnographie et dialectologie, toutes soutenues au Séminaire des langues et de la culture romanes de Hambourg, dont 23 concernent la France et 22 concernent l'Espagne,.
L'ethnolinguistique de Krüger se distingue de l'ethnolinguistique déployée par l’école de dialectologie romane de Toulouse fondée par Jean Séguy, dans les années 1950, qui illustrait ses atlas linguistiques de dessins d'objets et instruments liés à la culture matérielle et aux pratiques rurales comme le pratiquaient abondamment les élèves et disciples de Krüger, mais qui à l'opposé de celle-ci, accordait une grande importance aux faits historiques au point de les cartographier en annexe de leurs atlas.

### La seconde guerre mondiale
Ethnographe et linguiste, principalement impliqué sur la péninsule ibérique, le Roussillon, les Pyrénées et le Languedoc, Krüger rend compte des différences linguistiques et culturelles entre le nord et le sud de la France,, ainsi que sur les similitudes culturelles du nord de la France, Picardie et Normandie notamment, attribuant certains traits - habitat, travail des champs, moyens de transport - aux effets d'un rayonnement culturel venu d'Allemagne.
Certaines analyses philologiques un demi-siècle plus tard, y voient une caution à la politique pangermaniste et conquérante, au détriment du nord de la France et de la Pologne. Le corollaire implicite de cette lecture, fait de Krüger le soutien d'une France méridionale libre : cette France qu'il connait le mieux, son terrain d'enquête privilégié et dont il a tant besoin qu'il reste plus traditionnel que moderne,.
Pour Olaf Deutschmann qui fut son élève - mais pas son disciple - le comportement de Krüger relève de la maladresse politique et non du nazisme convaincu. Deutschmann appelle à un jugement plus nuancé et contextualisé, précisant que politiquement et intellectuellement, Krüger appartenait aux nationalistes allemands mais n'était pas Nazi, rappelant que les Nazis ont dissout plusieurs mouvements nationalistes. D'après Jean Courtois, Deutschmann aurait souligné les dangers de l'idéologie sous-jacente de l'ouvrage de Krüger intitulé Géographie des traditions populaires en France, lors d'un colloque au cours duquel les éminents anthropologues Christian Bromberger et Isac Chiva, ont plaidé pour la réédition de cet ouvrage.
Le 28 août 1945, parce qu'il fait partie des quelques 900 signataires de la déclaration des professeurs en faveur d'Adolf Hitler et identifié par le gouvernement militaire britannique comme sympathisant du parti national socialiste des travailleurs allemands auquel il adhère depuis le 1er mai 1937, Krüger est démis de ses fonctions. En 1948, avec l'aide de son élève Alfred Dornheim, il quitte volontairement et définitivement l'Allemagne et rejoint son ancien élève Alfred Dornheim à l'Universidad Nacional de Cuyo de Mendoza en Argentine. Il prend la suite de Joan Coromines et dirige et jusqu'à sa retraite en 1968, l'Instituto de Lingüística et sa revue Anales del Instituto de Lingüística, fondée en 1940 par Coromines.
Sous l'impulsion de Krüger, l'Instituto de Lingüística de Cuyo devient l'un des centres les plus importants de linguistique et de philologie romane d'Amérique du Sud et c'est depuis son exil définitif en Argentine, que Krüger publie notamment la Géographie des traditions populaires en France et bien d'autres ouvrages. À l’occasion de son soixante-cinquième anniversaire, Krüger se voit gratifier d'une publication commémorative en deux volumes, imprimée entre 1952 et 1954.  
Parallèlement, Olaf Deutschmann participe au renouveau de l'ethnolinguistique à Hambourg et rompt avec la méthode de Krüger qui pondérait très fortement la culture matérielle par rapport à la linguistique. 

## Démarche scientifique

### Filiation
Sur le plan scientifique, la méthode de travail de Krüger emprunte à ses maîtres, Voretzsch (son professeur d'ancien français) et Schädel (son maître en phonétique), ainsi qu'à plusieurs rencontres de ses premières années : Meyer-Lübcke, Meringer, Menendez-Pidal, José Leite de Vasconcelos Cardoso Pereira de Melo et Max Léopold Wagner avec qui il demeurera ami toute sa vie.
Antoni Griera identifie six domaines d'étude pour la dialectologie : les monographies dialectales, la recherche des frontières dialectales, la sémasiologie, la géographie linguistique, la toponymie et l'étude de la culture matérielle (Wörter und Sachen, fondé par Schuchardt et Meringer) qui constitue l'essentiel de l'œuvre de Fritz Krüger et de son école. Griera précise la filiation de ce mouvement, dont il attribue l'origine à l'archiduc Ludwig Salvator et à son œuvre : Die Balearen geschildert in Wort und Bild.

### Finalités
Krüger et Küchler exposent dans l'avant-propos du premier volume de la revue, ce qui sera la ligne de conduite des seize volumes de Volkstum und Kultur der Romanen : contribuer à explorer et découvrir les manifestations spécifiques de l'ingéniosité humaine - langue et culture - avec une large place à l'ethnographie. Loin des formules conceptuelles et théoriques, considérant que l'essence d'un peuple peut difficilement être mis en équation, que toute tentative d'expliquer l'individu ou l'individu en tant qu'expression d'une essence formulée au terme d'un processus cognitif, doit savoir céder la place à la description des faits et reconnaitre ses propres limites face au secret de la vie elle-même,.
En introduction du premier volume de la série d'ouvrages que Krüger consacre aux Hautes-Pyrénées, il indique que la culture pyrénéenne, encore préservée des influences de la civilisation industrielle, permettait à l'époque de ses enquêtes sur le terrain, de connaître l'évolution génétique de la culture romane méditerranéenne. Il précise que son travail s'appuie sur l'observation ethnographique des choses, pour expliquer des faits de langue,.
« Au contraire, nous sommes convaincus que plus les peuples seront ancrés dans leur culture, plus ils auront conscience de leur identité, plus ils respecteront la culture étrangère. C'est dans cet esprit que doit être compris le travail des universités, lorsqu'elles se mettent au service de la tâche qui consiste à resserrer les liens entre les peuples. (...) Le travail de cet institut est consacré à la compréhension mutuelle entre les peuples, il est consacré à l'établissement de liens plus étroits entre les peuples, qui ne peuvent être obtenus que par une telle compréhension, et il peut peut-être ainsi contribuer à une paix véritable, ardemment souhaitée par tous les peuples. »
Pendant plus de 35 ans, Krüger s'est fixé l'objectif d'« observer le langage en son union instrumentale avec la vie, étudier les objets par une méthode ethnographique exacte, établir l'origine, le développement et le rayonnement des formes de vie rurales qui remontent très loin dans le temps ; mettre en valeur de grands ensembles de l'histoire de la culture, avant que la civilisation contemporaine ne les écrase ».
Krüger témoigne des conséquences techniques et dialectales de l'affrontement entre traditions et progrès en des campagnes reculés, où subsistent d'anciennes traditions oubliées ailleurs.

### Méthode et outils
La particularité de l'école de Hambourg fondée et animée par Krüger, réside dans son approche systémique de l'ethnolinguistique. Tous étudient en divers terrains de l'espace Roman, les mêmes aspects fondamentaux et vitaux : alimentation de base (travail des champs, sylviculture, apiculture), gestion de la ressource en eau, moyens de transport, habitat. Cette approche vise d'une part, à rendre possible la comparaison et l'analyse des différences culturelles dans l'espace et, par le choix de terrains traditionnels et de terrains modernes, dans le temps. D'autre part, elle rend possible à terme une analyse globale sur l'ensemble de l'espace roman, chaque étude, chaque thèse contribuant à la connaissance d'un socle commun cumulable.
Par son travail de géographie linguistique variationniste et comparative, où il met l'accent sur la phonétique et l'étymologie, par la rigueur de ses enquêtes linguistiques sur le terrain à la frontière linguistique, notamment entre catalan et languedocien, Krüger a montré sa maîtrise de la méthode des Atlas linguistiques. Plusieurs des points d'enquête espagnols de l'Atlas Linguistique et ethnographique de la Gascogne n'ont pas été traités par enquête mais à partir de son grand-œuvre : Die Hochpyrenäen.
Sa collaboration avec Ebeling sur la castaña (châtaigne) est citée comme étude ethnolinguistique de référence.

### Apports
L'apport majeur de Krüger et du nombre considérable d'enquêtes et de thèses de son école hambourgeoise des mots et des choses, consiste en l'accumulation de données précises relatives aux continuités et mutations des mots et des choses qu'ils désignent, relevées à la source sur des terrains et à une époque dont nous ne disposons que de très peu de matériaux, collectées suivant une méthode commune, ciblant quelques activités humaines fondamentales - habitat, moyens de transport, techniques agro-pastorales - et visant à l'analyse cumulative et comparative à l'échelle spatiale de l'ensemble du domaine roman. Ces descriptions cependant comptent des impasses significatives : croyances, coutumes, processus qui mobilisent les objets techniques décrits et processus de formation des mots eux-mêmes.
Krüger est reconnu à l'international, notamment pour ses apports à la connaissance des langues ibériques.

« Fritz Krüger, a continué à Hambourg, les efforts de Schädel en créant l'école de dialectologie de Hambourg, si féconde et si florissante. Les recherches réunies dans la revue Volkstum und Kultur der Romanen, l'ouvrage monumental Die Hochpyrenäen, plus de cinquante thèses de doctorat qui portent, en leur majorité, sur le domaine linguistique des deux versants des Pyrénées et de l'Espagne, sont le meilleur témoignage de la fécondité de l'œuvre du grand maître, qui après cinquante années, poursuit encore avec énergie au loin, en Amérique du Sud, ses recherches sur la culture populaire et la dialectologie. »

— Antoni Griera, Orbis, t VII, 1958, p. 350
Sur le plan scientifique, Mario Sartor Céciliot qui lui succède à l'Institut comme à la Revue, situe la géographie linguistique et ethnographique de Krüger dans la lignée de celui de Hugo Schuchardt, comme un renversement des excès positivistes des néogrammairiens et de leurs lois phonétiques.

### Critiques
Krüger est critiqué pour ses opinions politiques, pour son comportement au sein de l'université vis-à-vis de plusieurs collègues et pour ses orientations scientifiques. Sur le plan politique, Krüger a très tôt adhéré au parti national socialiste allemand et exprimé son soutien d'une manière plus soutenue et sincère que ne l'exigeait le contexte. Au sein de l'université, Krüger n'a apporté aucun soutien à son collègue Küchler lorsque celui-ci a été victime d'une fronde étudiante et démis de ses fonctions par le parti. En outre, Krüger aurait tenté d'entraver la carrière du linguiste Harri Meier à l'université de Rostock en dénonçant ses opinions politiques. On lui reproche un article de 1940 où il souligne les similitudes entre les techniques architecturales du nord de l'Europe, ce qui constitue une forme de caution scientifique aux conquêtes engagées par l'Allemagne. Enfin, toujours sur le plan scientifique, on lui reproche d'avoir réduit « l'école des mots et des choses » fondée avant lui, en minorant la linguistique au profit de l'ethnographie et ce, avec une attention privilégiée aux domaines éloignés de la vie urbaine et des zones à forts échanges commerciaux - les aires dites « archaïsantes ». Ce dernier point, paradoxalement, suscite un intérêt nouveau pour ses publications et pour les thèses de ses élèves, comme autant d'enregistrements ethnolinguistiques utiles aujourd'hui à la préservation des patrimoines immatériels des aires étudiées. 

### Héritiers
Parmi les scientifiques de renom formés par Fritz Krüger, se trouvent Manuel de Paiva Boleo, Alfred Dornheim, Wilhelm Bierhenke, Werner Bergmann, Walter Brinkmann, auteur d'une étude de référence sur les ruches et les abeilles dans l'espace roman, Rolf Olbrich, Rudolf Wilmes et Lotte Lucas-Beyer dont la thèse fut publiée en 1944, dans les deux derniers numéros de la revue Volkstum und Kultur der Romanen et dans un numéro dédié de la revue Hamburger Studien zu Volkstum und Kultur der Romanen. Ce travail résulte d'une enquête de terrain sur la vie du paysan des forêts dans les Landes de Gascogne, peu après la disparition de Félix Arnaudin.
Exilé de son pays, méconnu en France, Krüger laisse une œuvre dialectologique et ethnographique de premier plan pour la péninsule ibérique et pour la France, plus proche des choses que des mots et d'un grand intérêt historique et muséologique, ainsi que des outils pédagogiques revisités et approfondis pour l'enseignement de l'espagnol et du portugais,.
Krüger était avant tout un travailleur forcené, manquant sans doute de hauteur de vue, un folkloriste romaniste représentant de l'école « Wörter und Sachen » dont il a fondé à Hambourg, une émanation plus proche de la culture des objets que de la linguistique, partant de la « chose » pour chercher le fait de langue qui s'y rapporte. Son livre sur les « dialectes espagnols occidentaux » a ouvert la voie à la dialectologie espagnole.
L'ethnolinguistique des « Wörter und Sachen » n'a pas survécu à l'exil de Krüger. Ses successeurs, parmi lesquels Olaf Deutschmann, n'ont pas souhaité s'inscrire à sa suite ni s'appuyer sur ses revues, lesquelles n'ont plus été publiées. C'est bien loin de Hambourg que l'œuvre de Krüger se prolonge. Krüger jusqu'à sa retraite a fait de l'Université de Cuyo un foyer de rayonnement intellectuel de l'ethnolinguistique du domaine roman. Manuel de Paiva Boleo, qui a suivi les cours de Krüger à l'université de Hambourg de 1931 à 1935 et suivi des cours de Krüger, après avoir assumé des responsabilités de premier plan au sein des revues Biblos et Boletim de Filologia, fonde en 1947 la Revista Portuguese de Filologia. Cette revue publie de nombreuses études en droite ligne de l'école des mots et des choses, presque exclusivement sur le domaine Portugais. Le dernier numéro fut publié en 2007,.

## Domaines d'enquête
Tandis que Max Léopold Wagner se spécialise dans le sarde, le judéo-espagnol et l'espagnol parlé aux Amériques, et que Gerhard Rohlfs enquête en Italie, en Grèce et en Gascogne, Krüger étudie l'ouest de la France, le Languedoc et le Roussillon, les Pyrénées et la péninsule ibérique. Il publie des centaines d'articles ou livres, avec notamment deux "grands-œuvres". Le premier constitue la plus importante de ses œuvres. Elle compte pas moins de six volumes consacrés aux Hautes-Pyrénées et traduit en espagnol grâce notamment à des subventions publiques et réédité dans cette langue par les éditions Garsineu en 1996. Le second, spécialisé sur le mobilier rural, couvre l'ensemble de l'espace roman, conformément à l'ambition affichée par Krüger en début de carrière et constitue sa toute dernière publication.

### La France
En 1950, Fritz Krüger publie « Géographie des traditions populaires de la France ». Cet ouvrage de synthèse cite les principaux travaux ethnographiques, linguistiques et de géographie humaine relatifs à la France, principalement fruit du travail de chercheurs français et de romanistes de l’école de Hambourg.
Les travaux de Krüger et des romanistes Hambourgeois demeurent globalement méconnus en France. Le MUCEM à Marseille, par héritage du musée national des arts et traditions populaires, conserve trois traductions manuscrites non-publiées de l'anthropologue Louis Dumont : « Ruches et ruchers dans les pays romans », de Brinkmann ; « Les Hautes-Pyrénées », de Krüger ; « Transports et instruments de transport dans les Pyrénées centrales françaises », de Schmolke.

### Les Pyrénées
Au cours des étés 1927 et 1929, Krüger et son épouse collectent dans les Pyrénées, surtout le versant espagnol, des matériaux pour un projet particulièrement ambitieux, avec une attentions spécifique portée sur tout le versant sud des Pyrénées centrales, de la vallée d'Ansó à Andorre, en passant par la Conca de Tremp et le Val d'Aran.
Cette œuvre majeure sera publiée sur plusieurs années. Outre le monumental « Die Hochpyrenäen » en 6 volumes que Krüger dédie à son « ami et chercheur de génie » Max Léopold Wagner, plusieurs articles, antérieurs comme ultérieurs, relèvent de ce même terrain.
Die Hochpyrenäen est un ouvrage de géographie humaine très détaillé, en droite ligne de l'école des Wôrter und Sachen (Les mots et les choses) fondée par Meringer et Schuchardt, qui fournit une documentation exceptionnellement riche et créée un précédent favorable aux développements de l'étymologie prélatine et pré-indoeuropéenne dans les Pyrénées. Le vaste domaine d'enquête comprend, pour le Midi de la France, la partie septentrionale des départements des Basses-Pyrénées, des Hautes-Pyrénées, de la Haute-Garonne et de l'Ariège, c'est-à-dire la région depuis le Gave d'Aspe jusqu'à l'Ariège, limitée, au Nord, par une ligne passant par Bédous, Argelès-Gazost, Barbazan, Saint-Girons et Foix. Pour l'Espagne, le territoire situé entre la rivière Esca et le fleuve Segre, en Catalogne, jusqu'à Tamarite au nord-ouest de Lérida.
Ramon Violant y Simorra publie en 1942, un résumé très détaillé de chacun des six volumes de cette œuvre linguistique et ethnographique.
Krüger rend compte des travaux d'autres auteurs qui sont liés à la culture matérielle et au dialecte des Pyrénées, dans ses très nombreuses recensions publiées. Ainsi, il reprend dans un article de fond les travaux de Walter Schroeder sur la maison et les objets domestique dans le Luchonnais, et publie une  recension du travail de Louis Saudinos sur la culture du lin et du chanvre, toujours dans le Luchonnais.

### L'Espagne et le Portugal
Krüger est considéré comme l'un des principaux dialectologues de la péninsule ibérique, avec Menendez Pidal, Cuervo et Alonso. Son étude dans l'ouest espagnol fait référence en matière de phonétique historique. Ses travaux ultérieurs étudient les zones de mélanges dialectaux, où se multiplient les interférences et les compromis linguistiques,.
Krüger a par ailleurs établi une bibliographie complète sur la question de la division dialectale de la Catalogne dans son article de géolinguistique en Languedoc et Roussillon. Il est l'auteur d'importants travaux linguistiques sur le portugais, et à l'interface entre dialectes portugais et espagnols.

### Le mobilier populaire
Il a publié plus de mille pages d'articles dans diverses revues spécialisées avec de nombreuses photographies, sur le mobilier populaire dans le domaine roman, mais son œuvre majeure en ce domaine est celle composée des trois volumes et introduite par les « Preludios » et les Tomo A, B et C - qui valent à Krüger en 1961, le premier prix international du folklore à l'unanimité du Jury, doté d'un million de Lires italiennes, lors de la deuxième édition du prix « Giuseppe Pitrè » organisé par l’Office Autonome de Tourisme de Palerme, auquel concourraient cent seize chercheurs issus de vingt pays,,,. Au vu du faible nombre de sources bibliographiques, surtout s'agissant du sud du domaine linguistique roman — Espagne, Portugal — il s'appuie sur les descriptions issues de la tradition écrite, les meubles représentés dans les œuvres d'art et tout particulièrement, sur les meubles et objets observés voire collectés lors d'enquêtes sur le terrain. Krüger classifie les éléments de mobilier et les étudie dans leur contexte de situation : climat, niveau social de la maisonnée, matériaux utilisés pour confectionner le meuble, géographie des éléments d'ornementation apportés sur le meuble, disposition du meuble dans l'habitat et, surtout, la fonction du meuble. En droite ligne avec l'ambition exprimée dès le début de sa carrière s'agissant de linguistique et de l'école des Wörter und Sachen, il propose une reconstitution de l'évolution du mobilier populaire et des mots utilisés pour les désigner en s'appuyant sur les plus anciens objets ou faits, comme autant de témoins du passé.
- (es) Fritz Krüger, « Preludios de un estudio sobre el mueble popular », Boletin de Filologia, Chile, vol. VIII,‎ 1954-1955, p. 127-204
- (es) Fritz Krüger, « El hogar y el mobiliario popular », Boletin Ilha Terceira, vol. 14,‎ 1956, p. 90-124
- (es) Fritz Krüger, « A lo largo de las fronteras romania », Anales del Instituto de Lingüística, vol. VI,‎ 1957
- (es) Fritz Krüger, « El mobiliario popular en los países románicos [Tomo B] », Anales del Instituto de Lingüística, Mendoza, vol. VII,‎ 1959
- (es) Fritz Krüger, « El mobiliario popular en los países románicos: La cuna. [Tomo C] », Sobretiro de la Revista de Dialectología y Tradiciones Populares, Madrid, vol. XVI,‎ 1960
- (es) Fritz Krüger, « Aportes a la tipología del salero. », Homenaje a Dámaso Alonso, Ed. Credos, Madrid, vol. II,‎ 1961
- (es) Fritz Krüger, « Divagaciones sobre formas primitivas de saleros y de objetos afines », Homenaje Telesforo Aranzadi,‎ 1962
- (es) Fritz Krüger, « El mobiliario popular en los países románicos [Tomo A] », Suplemento III da Revista Portuguesa de Filología, Coimbra, Faculdade de Letras da Universidade de Coimbra, Instituto de Estudos Románicos,‎ 1963

## Reconnaissance
- Membre correspondant de la Real Academia Española en 1926
- Membre correspondant de la Hispanic Society of America en 1928
- Docteur honoris causa de l'Université de Coïmbra en 1935
- Commenda de Ordem da Instrução Pública[24] (Portugal), le 28 octobre 1935, pour ses travaux consacrés à la diffusion de la culture et de la langue portugaise en Allemagne[52]
- Doyen de la Faculté des Lettres de Hambourg de 1941 à 1944[24]
- Croix d'officier, 1re classe de l'Ordre du Mérite de la République fédérale d'Allemagne[53], en 1960
- Premier prix international du folklore « Giuseppe Pitrè », à l'unanimité du Jury[47],[48],[49],[50] en 1961

## Publications
La bibliographie de Krüger comptait 404 titres en 1959, de son atlas linguistique manuscrit qui compte 500 cartes et 100 points d'enquête, à son étude de 800 pages sur le mobilier populaire dans l'espace Roman, publiée en 1963. La liste en est initiée en 1952 par Rolf Olbrich dans l'hommage totalisant 1154 pages que lui rendent soixante linguistes d'Amérique et d'Europe, publié en deux tomes par l'Université de Cuyo,. Gerhard Moldenhauer complète cette biographie en 1959, à l'occasion du soixantième anniversaire de Krüger, dans une notice-hommage à laquelle 255 linguistes joignent leur nom.

### France
- (de) Fritz Krüger, « Volkskundliche Forschung in Südfrankreich », Volkstum und Kultur der Romanen, I,‎ 1928, p. 34-68
- (de) Fritz Krüger, Sprachgeographische Untersuchungen in Languedoc und Roussillon, Hambourg, 1911 (lire en ligne). Également in Revue de Dialectologie Romane, 3, 1911, pp. 144-183, pp. 287-338, 4, 1912, pp. 1-15 et 5, 1913, pp 1-88.
- (de) Fritz Krüger, « L'Art populaire en France, Strasbourg, 1931. Compte-rendu. », Volkstum und Kultur der Romanen, VI,‎ 1933, p. 172-173
- Fritz Krüger, Géographie des traditions populaires en France (avec un album de 22 figures), CUadernos de Estudios Franceses, Universidad de Cuyo, Mendoza, Argentina, 255 p.
- (de) Fritz Krüger, « Tradition und Kulturwandlungen in Westfrankreich », Zeitschrift für romanische Philologie, Bd. LXVIL,‎ 1951, p. 184 ssq
- (de) Fritz Krüger, « Compte-rendu. L'industrie familiale du lin et du chanvre, Toulouse, 1942 », Volkstum und Kultur der Romanen, XV,‎ 1943, p. 339
- (de) Fritz Krüger, « Compte-rendu. Folklore paysan, Paris. », Volkstum und Kultur der Romanen, XIII,‎ 1943, p. 115-116
- (de) Fritz Krüger, « Compte-rendu. La Camargue. Numéro spécial de la revue "Le Chëne". IV. », Volkstum und Kultur der Romanen, XIII,‎ 1943, p. 1-112

### Domaine Pyrénéen
- (de) Fritz Krüger, « Sach- und Wortkundliches vom Wasser in den Pyrenäen », Volkstum und Kultur der Romanen, II,‎ 1929, p. 139-243.
- (de) Fritz Krüger, « Worfeln und Verwandtes in den Pyrenáen », Miscellánea filológica dedicada a D. Antonio Ma Alcover con motivo de la publicación del Diccionari Catalá-Valenciá-Balear,‎ 1932, p. 509-524.
- (de) Fritz Krüger, Die Hochpyrenäen, A.1. Landschaften, Haus u. Hof, Hambourg, 1936, 238 p. Ce tome présente une analyse comparative des logements permanents et de ceux liés à la vie pastorale dans les différentes vallées des Pyrénées étudiées.
- (de) Fritz Krüger, Die Hochpyrenäen, A.2. Landschaften, Haus u. Hof, Hambourg, 1939, 400 p. Ce tome compare l'architecture intérieure et extérieure de l'habitat Pyrénéen.
- (de) Fritz Krüger, « Die Hochpyrenäen. B. Hirtenkultur », Volkstum und Kultur der Romanen, VIII,‎ 1935, p. 1-103. Ce tome est consacré à la culture matérielle pastorale dans les Hautes-Pyrénées.
- (de) Fritz Krüger, « Die Hochpyrenäen. C.1. Ländliche Arbeit. », Butlleti de Dialectologia Catalana, Barcelona.,‎ 1936, p. 39-240. Ce tome est consacré à l'ethnographie et à la linguistique des moyens de transport dans les Hautes-Pyrénées : transport de personnes comme de marchandises, monte-charge, etc.
- (de) Fritz Krüger, Die Hochpyrenäen, C.2. Getreide-Heuernte : Bienenwohnung, Hambourg, 1939, 500 p. Ce tome étudie en détail les pratiques agricoles et apicoles pyrénéennes.
- (de) Fritz Krüger, « Die Hochpyrenäen. D.1. Hausindustrie, Tracht, Gewerbe. », Volkstum und Kultur der Romanen, VIII,‎ 1935, p. 201-328 (lire en ligne). Ce tome, ainsi que le suivant, est dédié à l'artisanat et plus spécialement le tissage du lin, au costume, au commerce.
- (de) Fritz Krüger, « Die Hochpyrenäen. D.2. Hausindustrie, Tracht, Gewerbe. », Volkstum und Kultur der Romanen, IX,‎ 1935, p. 1-103 (lire en ligne), et ses tables et cartes annexes[lire en ligne]. Ce tome, ainsi que le précédent, est dédié à l'artisanat et plus spécialement le tissage du lin, au costume, au commerce.
- (de) Fritz Krüger, Die spanisch-französische Pyrenäengrenze, Hambourg, Hamburger Fremdenblatt, 23 avril 1938 (lire en ligne)
- (de) Fritz Krüger, « Haus und Hausrat des alten Luchonnais : Nach dem wissenschaftlichen Nachlass von W. Schroeder », Innsbruck : Sprachwissenschaftliche Institut der Leopold-Franzens-Universität,‎ 1963, p. 255-278
- (es) « El Pirineo Español. Arte popular decorativo en Cataluña. La fiesta de Navidad. », Anales del Instituto de Lingüistica. Universidad Nacional de Cuyo, Mendoza., vol. IV,‎ 1950, p. 157-190 (lire en ligne)

### Espagne et Portugal
- (de) Fritz Krüger, Studien zur lautgeschichte westspanischer Mundarten auf Grund von Untersuchungen an Ort und Stelle Mit Notizen zur Verbalflexion und zwei Übersichtskarten, Jahrbuch der Hamburgischen Wissenschaftlichen Anstalten, t. XXXI, 1913 (lire en ligne)
- (es) Fritz Krüger, El Dialecto de San Ciprian de Sanabria : monographia leonesa, 1923, 263 p. (lire en ligne)
- (es) Fritz Krüger, « Mezcla de dialectos », Homenaje ofrecido a Menéndez Pidal, t. II,‎ 1925 (121-166)
- (de) Krüger, Fritz, Die gegenstandskultur Sanabrias und seiner nachbargebiete : ein beitrag zur spanischen und portugiesischen volkskunde, De Gruyter, 1925, 322 p.
- (de) Fritz Krüger, « Die Nordwestiberische Volkskultur », Wôrter und Sachen, Band X,‎ 1927, p. 81

- (es) Fritz Krüger, « Las brañas. Contribución a la historia de las construcciones circulares en la zona astur-galaico-portuguesa », Boletín del Instituto de Estudios Asturianos, nº 8,‎ 1949 (lire en ligne)
- (es) Ebeling, W., Krüger, Fritz., « La castaña en el noroeste de la peninsula iberica : Estudio etnográfico-lexicológico », Anales del Instituto de Lingüística, nºV, Mendoza : Universidad Nacional de Cuyo,‎ 1952

### Hommages
- Homenaje a Fritz Krüger, Universidad Nacional de Cuyo, Mendoza, 1952[58]
- Homenaje a Fritz Krüger, Tomo II, Mendoza, 1954[59]